# Annibale Maffei

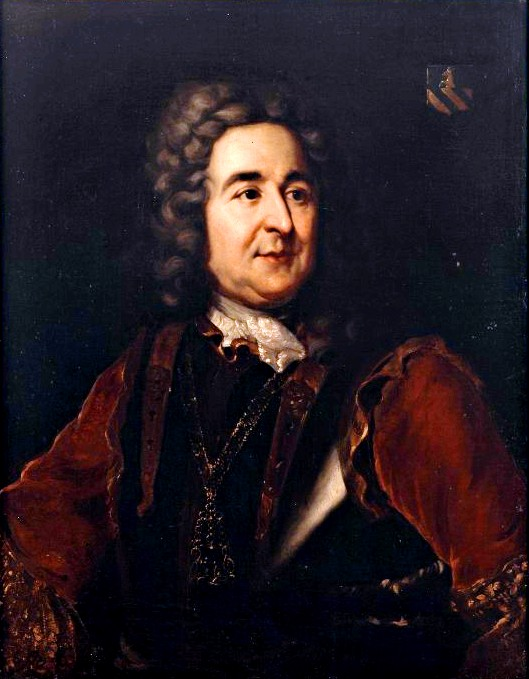
Graaf Annibale Maffei uit Savoye

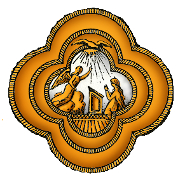
Orde van de Aankondiging in Savoye

Annibale Carlo Maffei (Mirandola, 10 december 1666 – Turijn, 15 augustus 1735) was een edelman, maarschalk en ambassadeur in dienst van het hertogdom Savoye, later koninkrijk Piëmont-Sardinië. In de jaren dat het koninkrijk Sicilië behoorde tot het Huis Savoye was graaf Maffei onderkoning van Sicilië (1714-1719).

## Levensloop
Maffei’s ouders waren graaf Giovanni Maffei en Margherita Baglioni. De familie woonde in Verona, in de republiek Venetië.
Vanaf 1681 begon Maffei zijn carrière als page aan het hof van de hertog van Savoye Victor Amadeus II; deze regeerde over Savoye van 1675 tot 1720, zowat het grootste deel van Maffei’s diplomatieke en militaire carrière. Van de hertogin-gemalin Anne Marie van Orléans, een Franse prinses, genoot Maffei ook vertrouwen. Anne Marie was betrokken in het Jakobitisme, een politieke beweging in het koninkrijk Engeland om katholieke vorsten weer op de troon te krijgen.
Maffei had de graad van kolonel toen de Negenjarige Oorlog uitbrak (1688). Deze oorlog van verschillende Europese mogendheden waaronder de Republiek der Verenigde Nederlanden was er een van een grote alliantie tegen de Zonnekoning in Frankrijk. Ondanks de nederlaag van Savoye in de Slag bij Staffarda (1690) rees de ster van Maffei. Hij werd bevorderd tot generaal. In 1692 werd Maffei vereerd met het grootkruis van de Orde van Sint-Mauritius en Sint-Lazarus, een oude ridderorde van Savoye. In 1695 vocht hij mee met Willem III van Oranje in het Beleg van Namen (1695) in de Spaanse Nederlanden. In het daaropvolgende Bombardement op Brussel (1695) tijdens een bezoek aan landvoogd Maximiliaan II Emanuel van Beieren bevond Maffei zich plots midden in een vlammenzee.
Van 1699 tot 1712 was graaf en generaal Maffei ambassadeur voor Savoye. Hij vocht dus niet in de Spaanse Successieoorlog. Hij was viermaal op diplomatieke post in Londen. Daarnaast was hij ambassadeur in verschillende Duitse vorstendommen en in de Noordelijke Nederlanden. In 1713 nam hij deel, samen met andere diplomaten van Savoye, aan de Vredesbesprekingen van Utrecht. Hij ondertekende de Vrede van Utrecht. Maffei werd bevorderd tot luitenant-maarschalk en grootmeester van de artillerie.
Door het Verdrag van Utrecht werd hertog Victor Amadeus II bevorderd tot het koningschap. Het ging om het koninkrijk Sicilië dat werd toebedeeld aan Savoye. Maffei werd onderkoning van Sicilië en bleef dit zolang Sicilië deel uitmaakte van Savoye (1714-1719). Feitelijk had Maffei in 1718 al Sicilië verlaten ten gevolge van de Spaanse invasie in de Oorlog van de Quadruple Alliantie. Jean-François Bette uit de Spaanse Nederlanden verdreef hem uit zijn ambt door als onderkoning van Sicilië te regeren vanaf 1718.
Na zijn verblijf op Sicilië was Maffei ambassadeur in Parijs (1723-1731). Victor Amadeus II vereerde hem met de hoogste onderscheiding: ridder van de Orde van de Aankondiging.
Hij stierf in Turijn, de hoofdstad van het intussen genoemde koninkrijk Piëmont-Sardinië.